# ハンス・クロース

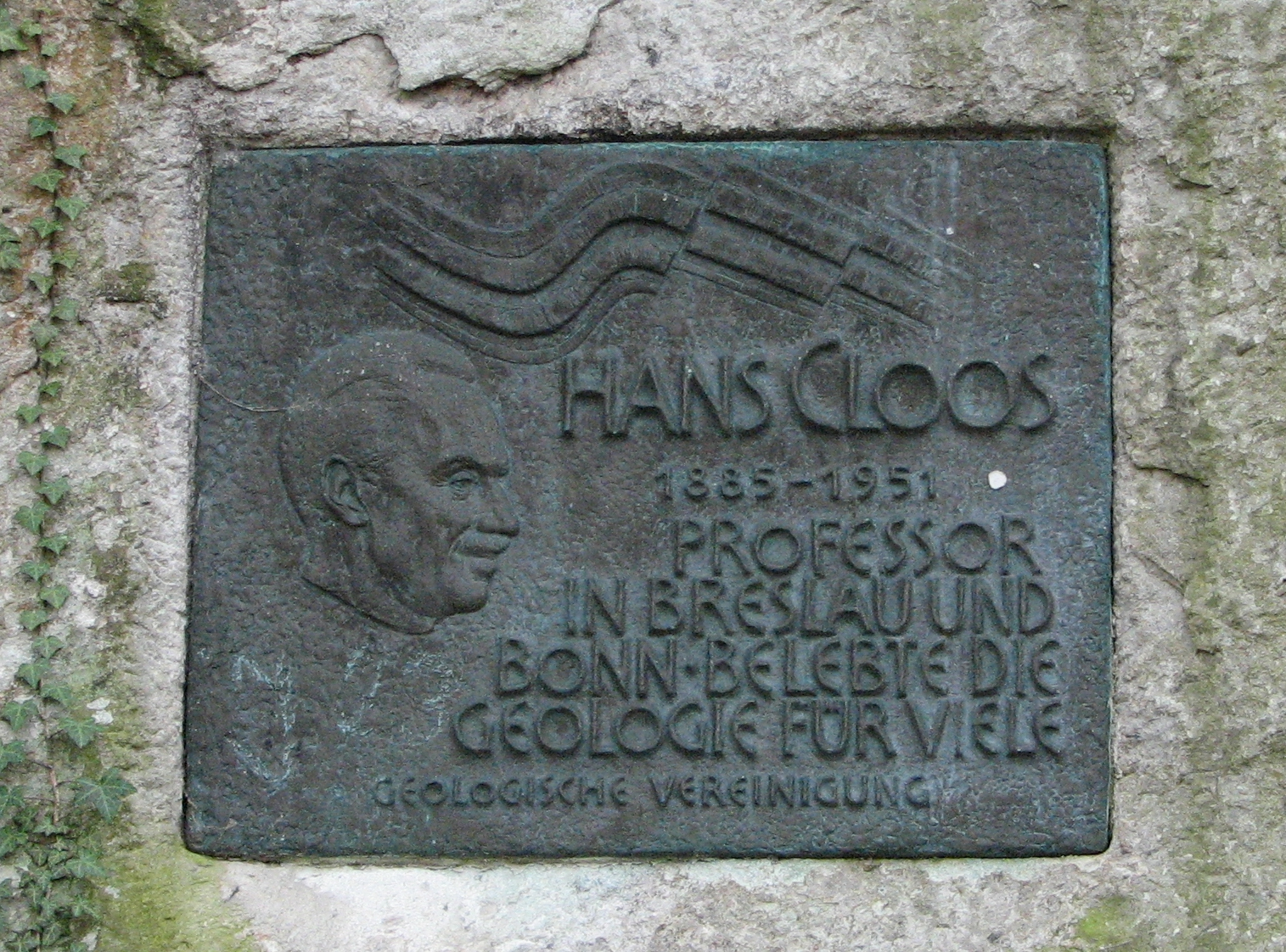
ボン郊外の山・ドラッヘンフェルスにあるクロースの記念碑

ハンス・クロース（Hans Cloos, 1885年11月8日 - 1951年9月26日）は、ドイツの構造地質学者である。花崗岩のテクトニクスなど岩石の変形の研究のパイオニアで、模型を使った実験で地層の褶曲や大陸の生成の機構を研究した。マクデブルクで生まれた。ボンにて没。

## 経歴・業績
当初アーヘン工科大学で建築学を志したが、すぐ自然科学に転じ、ボン大学・イェーナ大学と移り、1910年にフライブルク大学で博士号を所得した。第一次世界大戦が始まるまで、ドイツ領南西アフリカやインドネシアで研究し、戦後はプルトン（地下で凝固した溶岩の塊）とその内部構造の研究を始めた。1919年にブレスラウ大学の教授となり、弟のエルンスト・クロースとともに働いた。1926年にボン大学の教授となり、スカンジナビアやイギリス、北アメリカの調査旅行を行った。

## 受賞歴
- 1948年: ペンローズ・メダル（アメリカ地質学会（英語版））
- 1948年: レオポルト・フォン・ブーフ・メダル（ドイツ地質学会（ドイツ語版））

## ハンス・クロースにちなむ賞
ハンス・クロース・メダル (Hans-Cloos Medal)
国際応用地質学会が、応用地質学の分野の優れた論文や活動に授与する。
ハンス・クロース賞（Hans-Cloos-Preis）
ドイツ地質学協会が、35歳以下の若手研究者に授与する。2000年に設けた。